# Маймонід

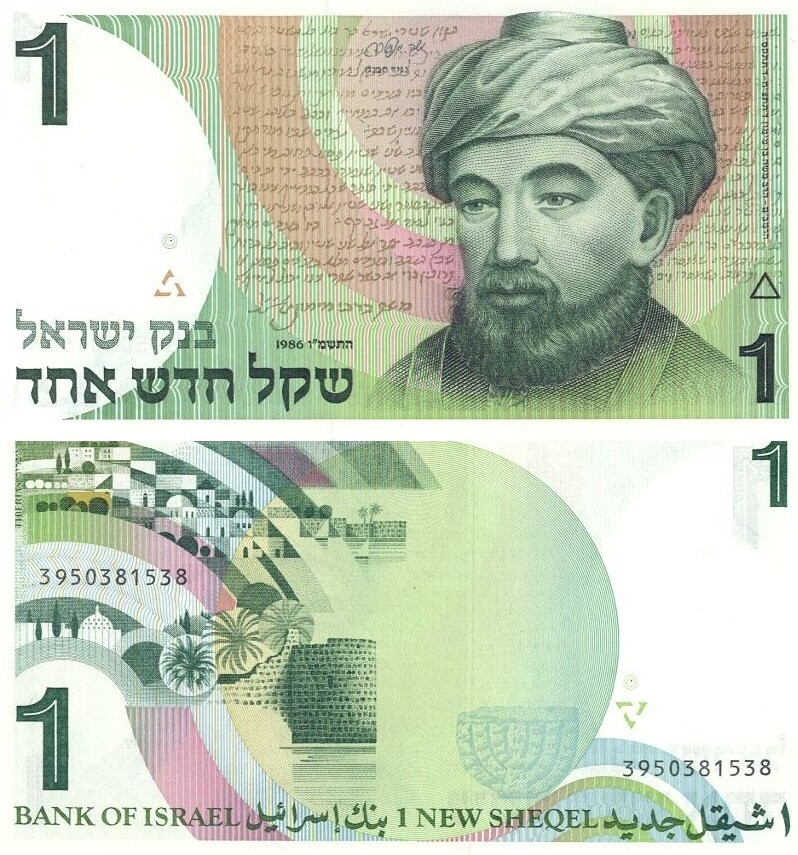
Банкнота номіналом 1 новий шекель 1986 року випуску, присвячена Рамбаму

Моше Маймонід (лат. Maimonides; Моше бен Маймон, івр. רַמְבָּ״ם, РаМБаМ — акронім від рабі Моше бен Маймон; 1135, або 1138, Кордова, (сучасна Іспанія) — 13 грудня 1204, Каїр) — юдейський філософ. Один з найвидатніших єврейських філософів Середньовіччя. Говорив і писав арабською мовою та івритом. (Див.: Єврейсько-арабські мови).

## Життєпис
Народився в сім'ї Маймона, судді єврейського релігійного суду, нащадка царя Давида. Коли майбутній філософ був ще юнаком, його родина виїхала з міста Кордова, певний час жила в різних регіонах Іспанії (можливо, в Провансі), зрештою, оселилася в місті Фес, що в теперішньому Марокко.
У 1158 році почав писати коментарі до Мішни.
Згодом переїхали до Фустата (Єгипет). Там довгий час філософ міг вільно писати свої праці, бо матеріальне благополуччя забезпечував брат Давид, який торгував коштовностями. Коментар до Мішни завершив у 1168 році.

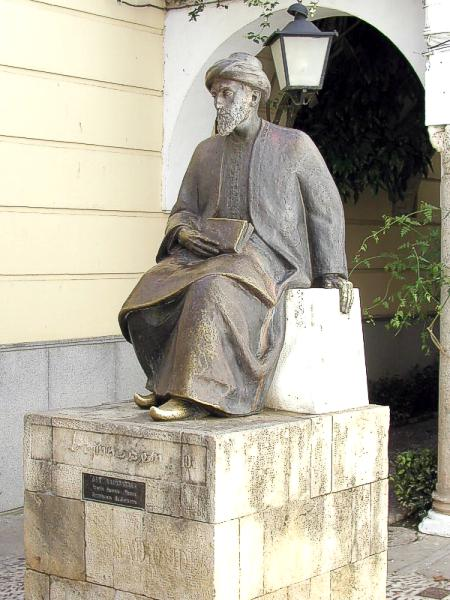
Пам'ятник у місті Кордова (Іспанія)

Після смерті брата розпочав медичну практику, в якій досяг значних успіхів — у 1185 році Маймоніда було призначено особистим лікарем султана Єгипту Салах ад-Діна. Саме в ті роки мислитель зумів написати дві свої найвідоміші праці: «Мішне Тора» («Повторення Закону», 1180) і «Море невухим» («Путівник розгублених», 1190).
«Путівник розгублених» був написаний арабською мовою, перекладений на іврит сучасниками філософа. Праця мала величезний вплив на єврейську філософську науку Середньовіччя, адже більшість наступних єврейських мислителів обов'язково цитували уривки та ідеї Маймоніда. Автор намагався пояснити єврейську релігійну філософію за допомогою праць Аристотеля, Платона та арабських філософів. Виникли дві школи розуміння поглядів Маймоніда: перша розглядає автора, як філософа, що прагнув увідповіднити свої погляди потребам релігії, а також вірив у створення світу; друга бачить у мислителеві раціоналіста, що зверхньо дивився на досягнення релігії та вірив у вічність світу. Рамбам — автор 13 догматів віри юдаїзму, які визнаються як ашкеназі, так і сефардами.

### Рамбам як лікар
Маймонід підрозділяв медичну науку на три розділи: профілактичну медицину, лікування хворих і догляд за видужуючими, а також за інвалідами та людьми похилого віку. Медичне вчення Маймоніда, засноване на панівній тоді теорії гуморальної патології, сформульованої Гіппократом і Галеном, носить раціональний характер. Він різко засуджував застосування чар, заклинань і амулетів у лікуванні (і рішуче висловлювався проти сліпої віри в авторитети. В учнях він заохочував схильність до спостереження і критичних роздумів, наполягав на проведенні досліджень і експериментів. У «Трактаті про астму» («маку фі ар-рабу») Маймонід підкреслює, що лікар важливий не тільки під час хвороби, але і тоді, коли тіло здорове. На відміну від інших фахівців, лікар повинен володіти одночасно майстерністю, логікою і інтуїцією. Він повинен вміти складати всебічну думку про хворого та всі пов'язані з його хворобою обставини, щоб діагноз відображував як загальний стан хворого, так і захворювання його окремих органів.
Помер 13 грудня 1204 року в Каїрі, а тіло було перевезено для поховання до міста Тверія (Ізраїль). Його могила є об'єктом паломництва.
Мойсея Маймоніда поряд з Раші визнають найзначнішим єврейським мислителем Середньовіччя, позаяк його твори вплинули на багатьох філософів, зокрема, «Путівник» отримав позитивні відгуки та коментарі від Томи Аквінського.